# Marcelo Bergese
Marcelo Bergese (n. Pasco, Córdoba, Argentina; 30 de abril de 1985) es un futbolista argentino. Juega como delantero y su actual equipo es Racing de Córdoba del Torneo Regional Federal Amateur de Argentina.

## Clubes
| Club                       | País      | Año           |
| -------------------------- | --------- | ------------- |
| Racing de Córdoba          | Argentina | 2007 - 2008   |
| Defensa y Justicia         | Argentina | 2008 - 2009   |
| Racing de Córdoba          | Argentina | 2009 - 2010   |
| Instituto de Córdoba       | Argentina | 2010 - 2012   |
| Gimnasia y Esgrima (Jujuy) | Argentina | 2012 - 2013   |
| Atlético Juventud Unida    | Argentina | 2013 - 2014   |
| Atlético Huila             | Colombia  | 2014 - 2015   |
| Wilstermann                | Bolivia   | 2015 - 2018   |
| Aurora                     | Bolivia   | 2019          |
| Mushuc Runa                | Ecuador   | 2019          |
| Racing de Córdoba          | Argentina | 2020-presente |

## Estadísticas
| Club                  | Div.       | Temporada | Liga  | Liga  | Copa Nacional | Copa Nacional | Copa Internacional | Copa Internacional | Total | Total |
| Club                  | Div.       | Temporada | Part. | Goles | Part.         | Goles         | Part.              | Goles              | Part. | Goles |
| --------------------- | ---------- | --------- | ----- | ----- | ------------- | ------------- | ------------------ | ------------------ | ----- | ----- |
| Wilstermann · Bolivia |            |           |       |       |               |               |                    |                    |       |       |
| 1.ª                   | 2015/16    | 42        | 15    | -     | -             | 2             | 0                  | 44                 | 15    |       |
| 1.ª                   | 2016/17    | 57        | 4     | -     | -             | 10            | 0                  | 67                 | 4     |       |
| 1.ª                   | 2018       | 17        | 3     | -     | -             | 4             | 0                  | 21                 | 3     |       |
| Total club            | Total club | 116       | 22    | 0     | 0             | 16            | 0                  | 132                | 22    |       |

## Palmarés
| Título          | Club        | País    | Año  |
| --------------- | ----------- | ------- | ---- |
| Torneo Clausura | Wilstermann | Bolivia | 2016 |
| Torneo Apertura | Wilstermann | Bolivia | 2018 |